# 在日パプアニューギニア人
在日パプアニューギニア人（ざいにちパプアニューギニアじん）は、日本に一定期間在住するパプアニューギニア国籍の人々である。

## 統計
日本の法務省の在留外国人統計によると、2023年12月末時点で在日パプアニューギニア人は86人である。
在留資格別（3位まで）
| 順位 | 在留資格 | 人数 |
| ---- | -------- | ---- |
| 1    | 留学     | 45   |
| 2    | 永住者   | 13   |
| 3    | 家族滞在 | 7    |

都道府県別（2位まで）
| 順位 | 都道府県 | 人数 |
| ---- | -------- | ---- |
| 1    | 東京     | 12   |
| 2    | 新潟     | 11   |